# Leo Halliwell
Leo Blair Halliwell (Odessa, Condado de Buffalo, 15 de outubro de 1891 - Vista, Condado de San Diego, 19 de abril de 1967) foi um engenheiro, piloto e missionário norte-americano, líder da Igreja Adventista do Sétimo Dia na Amazônia e primeiro protestante condecorado com a Ordem Nacional do Cruzeiro do Sul.

## Vida nos Estados Unidos
O avô de Leo emigrou da Inglaterra para os Estados Unidos a fim de trabalhar em uma empresa ferroviária. O pai de Leo, Samuel Blair Halliwell, era adolescente quando a família mudou da Pensilvânia para o Nebraska. Samuel se casou com Mary Rall em 1884 e Leo, o segundo de cinco filhos, nasceu em ambiente rural e cresceu no trabalho agrícola.
Leo se formou em 1909, em Kearney, com um diploma em latim e ciências. A família não tinha recursos para a faculdade, então se tornou professor em uma escola em Grace, Idaho. Jessie Viola Rowley (Waterloo, Nebraska, 22 de fevereiro de 1894) se mudou com sua família para Odessa em 1911. No final do verão, Leo e Jessie ficaram noivos, mas decidiram se casar apenas após se formarem. Ele ingressou na Universidade de Nebraska-Lincoln e cursou engenharia elétrica; trabalhou para se sustentar enquanto frequentava a universidade e durante esse tempo ele e Jessie conheceram a mensagem adventista. Ela se converteu e foi batizada. Jessie estudou enfermagem no Union College em Lincoln, se formando em outubro de 1916.
Halliwell começou a trabalhar no departamento elétrico da Hart Parr Tractor Company em Iowa. Para se casarem, Leo foi batizado. Seu casamento aconteceu em Mason City, Iowa, em 3 de outubro de 1916, e se estabeleceram em Charles City, onde Leo trabalhou em fábricas do governo. Pouco depois, o casal auxiliou um evangelista enviado a cidade para palestrar durante quatro meses e assim Leo começou a se interessar mais pela igreja. Em 1918, nasceu seu primeiro filho, Claris. Com o desejo de trabalhar no campo missionário, em 1920, Halliwell pediu demissão da fábrica; foi enviado para fazer parte de uma equipe evangelística em Cedar Falls, e logo assumiu a direção do trabalho. Em seguida, assumiu um distrito pastoral em Forth Madison. Um ano depois, o casal recebeu o convite para serem missionários no Brasil.

## Missão no Nordeste do Brasil (1921-1928)
Leo e Jessie desembarcam no Rio de Janeiro em 30 de outubro de 1921 e dias depois navegaram para Salvador, Bahia, na companhia de outro missionário. Halliwell foi nomeado presidente da Missão Bahia-Sergipe, parte da então União Este Brasileira.
Em pouco tempo, os poucos adventistas cresceram para três grupos na capital baiana. Halliwell estudou português com uma professora e se acostumou com a cultura local, enquanto Jessie trabalhava como enfermeira obstetra e fez amizade com muitas famílias. Em 1922, nasceu sua filha Marian, e Halliwell fez sua primeira viagem pelo estado. Leo B. Halliwell foi ordenado ao ministério em 7 de março de 1925, em uma conferência para pastores e obreiros brasileiros realizada no Colégio Adventista Brasileiro, em São Paulo.
No final de 1928 foram incumbidos de dirigir a nova base missionária na região Norte, a Missão Baixo Amazonas.

## Missão no Norte do Brasil (1929-1955)

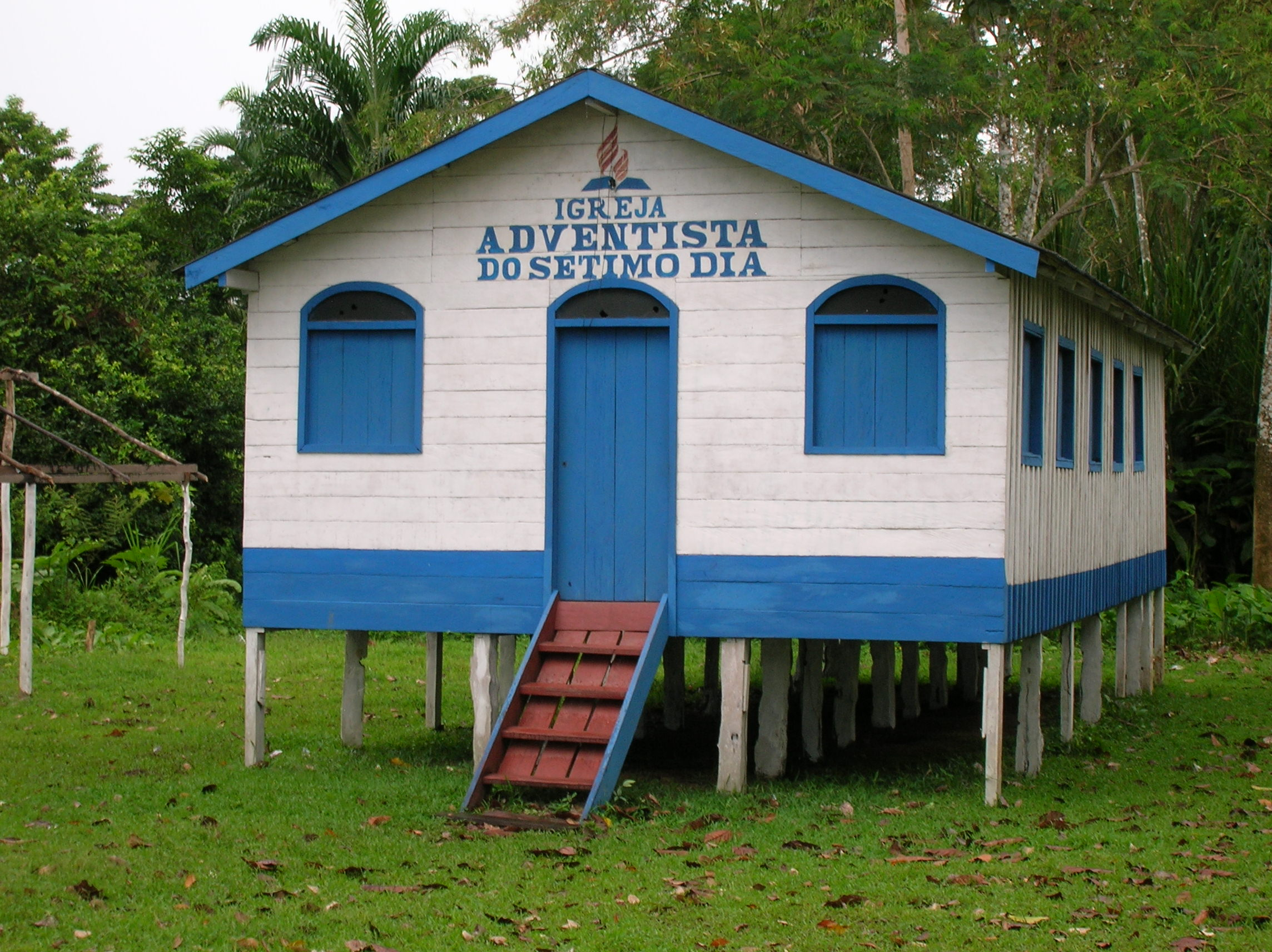
Igreja Advenista na Amazônia. Foto tirada na conferência do Projeto Luzeiro, onde se tem uma forte envagelização nas palafitas e entre as pessoas que moram na Amazônia.

Os Halliwell chegaram a Belém em janeiro de 1929. No mesmo ano, Pastor Leo realizou os primeiros batismos no Amazonas, na fazenda da família Michiles em Maués. Os Michiles, de importância econômica e política, foram vitais para a expansão da fé adventista no interior do Amazonas. Uma das integrantes da família foi a Senadora Eunice Michiles.
Em 1930, durante as férias nos Estados Unidos, Leo aproveitou para fazer um curso sobre doenças tropicais e arrecadar doações. Na volta, projetou a lancha Luzeiro I, começando a navegar em 1931 pelos rios da Amazônia, levando assistência médica e a missão religiosa.
A cada ano, a Luzeiro viajava cerca de seis meses e cobria os 1.600 quilômetros que separavam Belém de Manaus. Assistiram e medicaram pessoas com diversas enfermidades por cidades e localidades ribeirinhas; ensinaram sobre higiene, saúde, alimentação; construíram igrejas, escolas e clínicas médicas. Também tiveram grande alcance entre povos indígenas, como os Sateré-Mawé, onde geraram muitos convertidos.
O primeiro templo de Belém foi inaugurado em 31 de janeiro de 1936, ano no qual a Missão Baixo Amazonas se transformou na União Norte Brasileira, tendo o pastor Leo B. Halliwell como presidente e abrangendo três missões. Ainda naquele ano, em visita à família, os Halliwell frequentaram aulas especiais na Faculdade de Medicina de Loma Linda, Califórnia. A lancha Luzeiro I foi remodelada e restaurada em 1937, e a Luzeiro II, construída em 1941, que passou a ser comandada por Halliwell, após entregar a direção da primeira para outro missionário. A Luzeiro III foi inaugurada em 1948, e a Luzeiro IV em 1953. A primeira lancha permaneceu ativa até 1998, e agora está exposta no museu da Faculdade Adventista da Amazônia.
Jessie serviu como missionária licenciada a partir de 1933, além de ajudar pessoas com as mais diversas doenças e muitas mulheres. A seu conselho, fundaram a Clínica Adventista de Belém em 1942, em local alugado. Após comprarem um terreno no bairro do Marco e uma oferta da Escola Sabatina de 51.000 dólares, construíram um prédio de dois andares com 45 leitos e três casas para médicos e enfermeiras. Assim, o Hospital Adventista de Belém foi inaugurado em 1953.
O Almirante Leo, como ficou conhecido, deixou a presidência da União em 1955 e foi nomeado pela Divisão Sul-Americana da Igreja Adventista para supervisionar as lanchas missionárias por todo o território. No ano seguinte, os Halliwell foram transferidos para o Rio de Janeiro.
Sob sua direção, a Igreja Adventista do Sétimo Dia no Brasil na região Norte alcançou 2.590 membros, 20 igrejas organizadas, 70 obreiros, 52 Escolas Sabatinas, 15 escolas denominacionais, 19 professores e quatro barcos médico-missionários. O Projeto Luzeiro, com a cooperação de empresários, governos e entidades, havia atendido cerca de 250 mil pessoas.

## Anos finais nos Estados Unidos
No início de 1958, pastor Leo e Jessie retornaram a seu país. Trabalharam por um ano na Associação de Oregon enquanto construíam sua casa em Vista, Califórnia. Jessie Halliwell teve câncer e faleceu em 27 de setembro de 1962, em Vista.
Os Halliwell são os únicos protestantes condecorados com a Ordem Nacional do Cruzeiro do Sul, concedida em 1958, em reconhecimento do governo brasileiro por seus 37 anos de missão no país; a Sra. Halliwell também foi a primeira mulher a receber a distinção. A entrega da comenda aconteceu no estado do Oregon, onde serviam, em 1960, por intermédio de um representante do embaixador brasileiro.
Pastor Leo se casou novamente com Eleanor Bailey. Faleceu aos 74 anos de um ataque cardíaco, em Vista. Foi sepultado em Tulare.
Em 2015, a Assembleia Legislativa do Pará concedeu o título de Cidadão do Pará Pós-Mortem ao pioneiro Leo Halliwell, atendendo proposição do Deputado Estadual Jaques Neves. Em 2023, a Câmara Municipal de Manaus, com projeto do vereador Prof. Samuel, criou a Medalha Leo Blair Halliwell.
Em 2021, os 90 anos da lancha Luzeiro também foi comemorado em sessão da ALEPA. O projeto funciona com equipes fixas de voluntários da área da saúde que trabalham em comunidades ribeirinhas. Hoje, cinco barcos são administrados pelas Uniões Noroeste e Norte do Brasil: as Luzeiros XXVI e XXX (atuam nos rios Negro e Solimões), as Luzeiros XXIX e XXXI (atendem os arredores de Belém) e a Igreja que Navega, um barco missionário visando plantar igrejas onde ainda não existe a presença adventista.
O filho mais velho de Leo e Jessie, Claris, foi diplomata no Consulado Geral dos Estados Unidos em São Paulo, denunciado pela Comissão Nacional da Verdade como colaborador da Ditadura militar brasileira, por realizar visitas regulares a sede do Departamento de Ordem Política e Social entre 1971-1974.